# Catocala abbreviatella
Catocala abbreviatella là một loài bướm đêm thuộc họ Erebidae. Nó được tìm thấy ở Indiana phía nam và phía tây đến Texas và Oklahoma và phía bắc đến Nebraska và Wisconsin.
Sải cánh dài 40–50 mm. Con trưởng thành bay từ tháng 7 đến tháng 8 tùy theo địa điểm. Có thể có một lứa một năm.
Ấu trùng ăn các loài Amorpha và possibly Robinia.